# Kazankathedraal (Irkoetsk)
De Kazankathedraal (Russisch: Казанский собор) was een Russisch-orthodoxe kathedraal in de Russische stad Irkoetsk. De kathedraal was de hoofdkerk van het bisdom Irkoetsk-Angarsk. Na de Oktoberrevolutie werd de kathedraal opgeblazen.

## Geschiedenis
De oude kathedraal uit 1718 werd in het midden van de 19e eeuw door de groei van de stad Irkoetsk te klein. Het kostte 22 jaar om een geschikte locatie voor de nieuwe kathedraal te kiezen. Oorspronkelijk was het de bedoeling om de Verlosserskerk of de Epifaniekathedraal te slopen voor dit doel, maar deze plannen stuitten op grote weerstand bij de bevolking. Ten slotte kon de bouw in 1875 beginnen. De bouw werd enkele jaren later echter voor zes jaar opgeschort door een enorme stadsbrand in 1879, die een groot deel van de stad verwoestte. In 1885 werd de bouw hervat, bij de voortgang van de bouw werd nu ook rekening gehouden met eerdere opmerkingen van tsaar Alexander III dat de uitstraling van de kathedraal best wat monumentaler van vorm mocht zijn. De voltooiing van de in Byzantijnse stijl opgetrokken kathedraal vond plaats in 1894.

## Sovjetperiode
Na de Oktoberrevolutie kreeg de kathedraal het steeds zwaarder te verduren. Vanaf 1919 was de kathedraal alleen nog geopend in de warmere maanden. In de lokale media werd een actieve lastercampagne tegen de kerk gevoerd met als doel de kathedraal te sluiten. Uiteindelijk werd in 1930 de kathedraal voor de eredienst gesloten. Een verzoek om de kathedraal te transformeren in een museum werd niet gehonoreerd. In augustus 1932 werd met meerdere explosies een begin gemaakt met de afbraak. Van het rijke interieur van de kathedraal zijn slechts enkele iconen bewaard gebleven. Op de plek van de gesloopte kathedraal werd in 1938 het Huis van de Sovjets gebouwd. Op deze plek zetelt tegenwoordig nog steeds de regionale overheid. Een in 2001 gebouwde kapel ter ere van de Kazan Icoon van de Moeder Gods herinnert aan de oude Kazankathedraal. De kapel is gebouwd in de vorm van een van de koepels van de kathedraal.

## Herbouw
In 2009 ontvouwde burgemeester Victor Kondrasjov het voornemen om de Kazankathedraal te herbouwen op de oude plaats. De regeringsgebouwen zullen in het kader van de herbouw van de kathedraal worden verplaatst naar een voormalig fabrieksterrein.

## Externe links

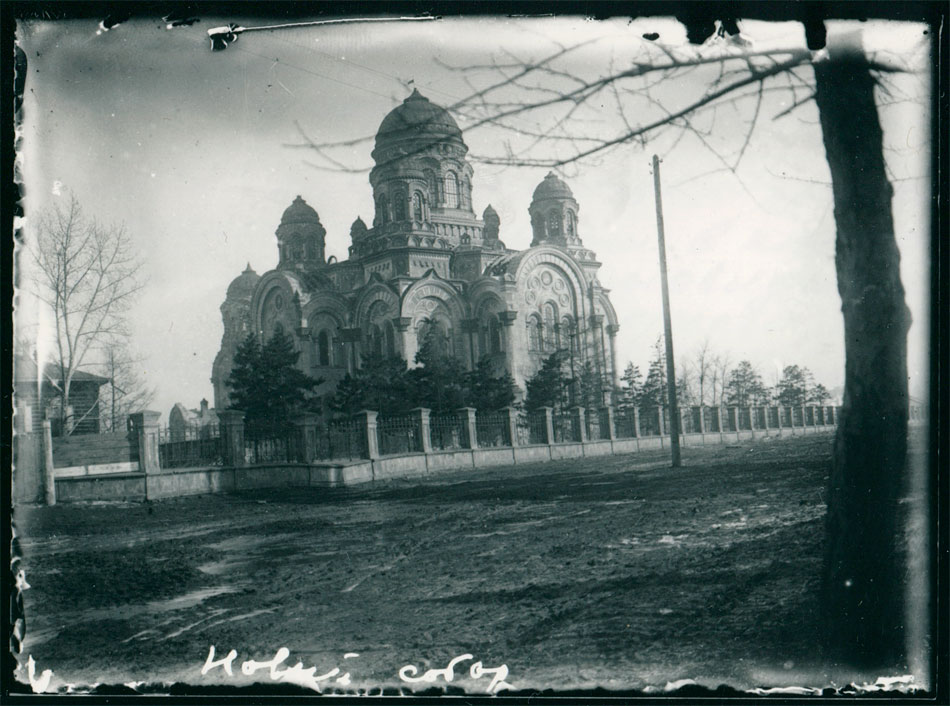
de kathedraal kort voor de sloop
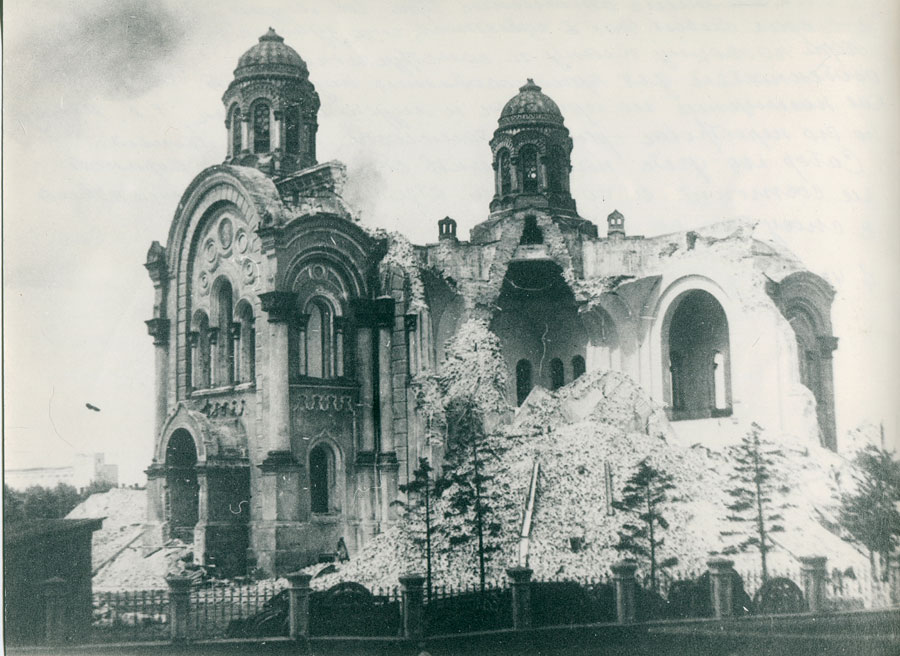
tijdens de sloop
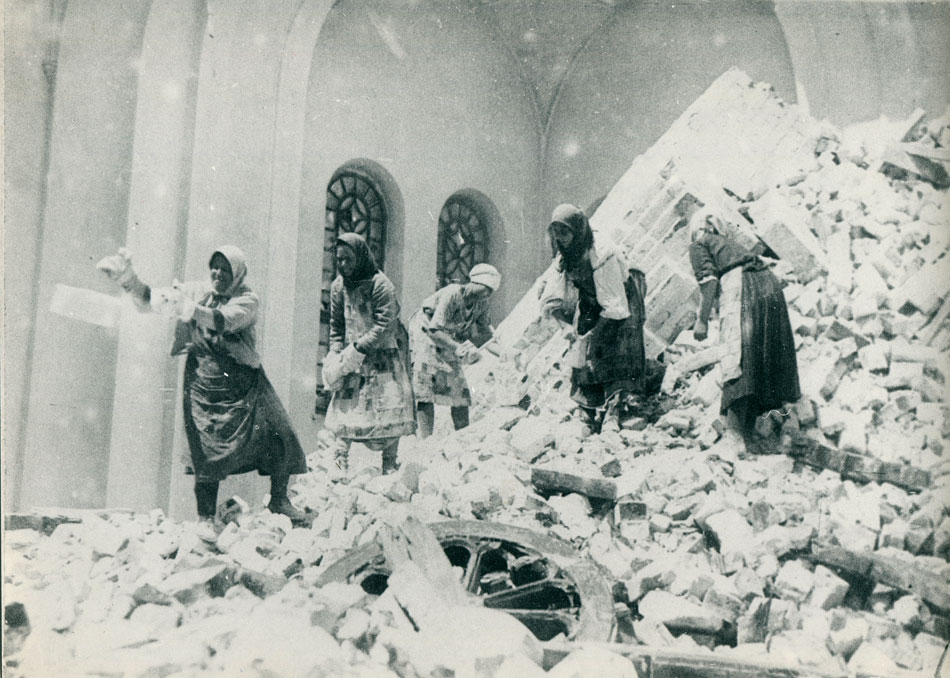
tijdens de sloop
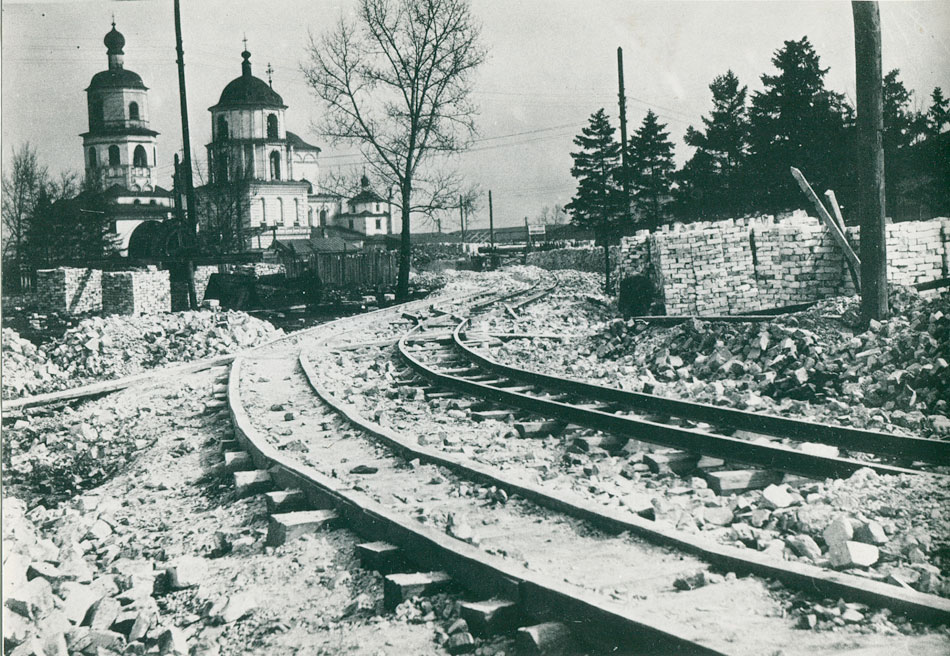
aangelegd spoor om het puin te vervoeren
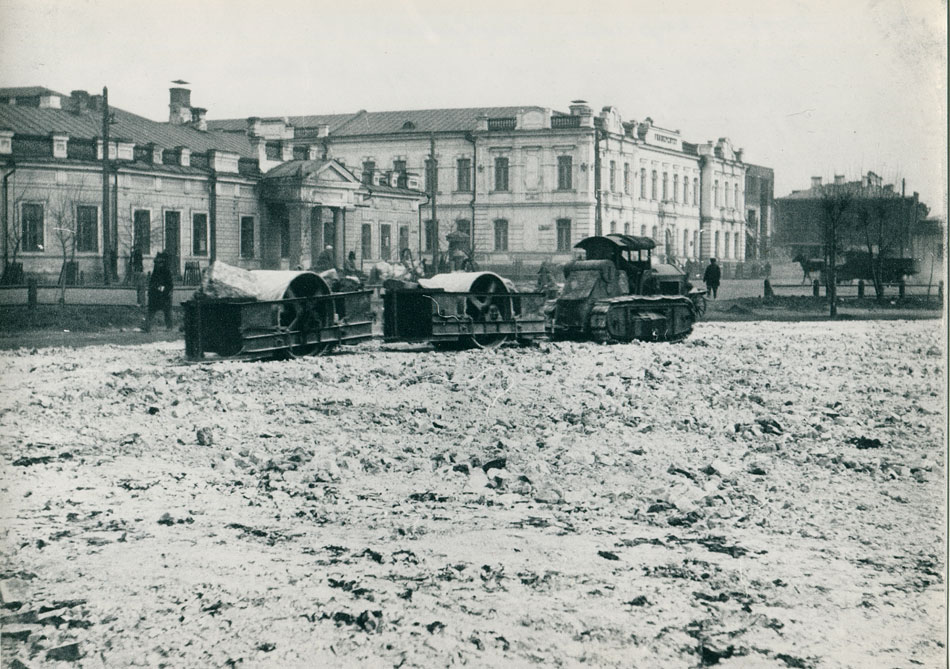
het egaliseren van het terrein na de sloop